# Marian Antonik
Marian Antonik (ur. 1963) – działacz społeczny i samorządowy, historyk, nauczyciel, instruktor harcerski, w latach 2013–2017 wiceprzewodniczący ZHP.
Przez kilkanaście lat uczył historii w liceum ogólnokształcącym. Absolwent studiów podyplomowych z zakresu samorządu terytorialnego na Uniwersytecie Warszawskim. W latach 90. był przewodniczącym Rady Miasta Bielska-Białej oraz wiceprezydentem miasta. Od 11lipca 1997r., wieloletni prezes Klubu TS Podbeskidzie. Trener i edukator – prowadził szkolenia dla związków zawodowych w zakresie przywództwa i negocjacji.
W latach 1981–1993 był drużynowym 29 Bielskiej Drużyny Harcerskiej „Szara” (później 1 BDH „Szara”) im. Aleksego Dawidowskiego, następnie przewodniczącym kręgu instruktorskiego „Widnokręgi” przy Wydziale Starszoharcerskim Chorągwi Bielskiej ZHP, instruktorem Wydziału Starszoharcerskiego tej chorągwi i członkiem komendy Hufca Beskidzkiego ZHP. 
W latach 80. zaangażowany w działalność Ruchu Harcerskiego. W okresie 1989–1995 członek Związku Harcerstwa Rzeczypospolitej – komendant Hufca Harcerek i Harcerzy ZHR na Podbeskidziu, członek Głównej Kwatery Harcerzy  i Komisji Rewizyjnej ZHR (1993-1995). 
Ponownie jako członek ZHP – w latach 2004–2016 – był szefem ówczesnego Schroniska na Głodówce, a od 2005 prezesem Fundacji Harcerstwa Polskiego Schronisko Głodówka. Komendant Podhalańskiego Hufca ZHP im. Kurierów Tatrzańskich, powołanego w 2011 roku. Współorganizator obchodów 100-lecia harcerstwa w Zakopanem w 2013 roku.
Na XXXVIII Zjeździe ZHP w 2013 roku wybrany na czteroletnią kadencję na funkcję wiceprzewodniczącego ZHP, kierował pracami i dyskusjami nad prawem harcerskim. Był też szefem zespołu ds. finansowania ZHP. Członek kadry kursów instruktorskich „Ręka Metody”. W kolejnej kadencji władz naczelnych ZHP członek Rady Naczelnej ZHP w latach 2019-2022, m.in. członek zespołu RN ds. reformy Systemu Instrumentów Metodycznych.
Po XXXIX Zjeździe ZHP odchodzi z organizacji protestując przeciwko kierunkowi zmian. 
Odznaczony m.in. Złotym Krzyżem „Za Zasługi dla ZHP”.
Ma czworo dzieci z pierwszego małżeństwa i dwoje z drugiego. Razem z drugą żoną prowadzi własną działalność gospodarczą w branży turystycznej.